# 篠ノ丸城
篠ノ丸城（ささのまるじょう）、または広瀬城（ひろせじょう）は、兵庫県宍粟市山崎町横須・門前ほかにあった日本の城（山城）。黒田氏の史料に見える、1580年（天正8年）に黒田孝高が入城した「山崎の城」をこの山城に比定する説もある。

## 概要
揖保川とその支流・菅野川に挟まれた河岸段丘上に広がる宍粟市の中心街・山崎町北側の、最上山（さいじょうさん）の北西に位置する標高324メートルの「一本松」とよばれる山上に築かれた連郭式山城である。伝承では南北朝時代に赤松貞範の子・赤松顕則が築いたとされる。戦国時代には長水山城と共に赤松氏庶流の宇野氏の城（広瀬城）であったが、宇野氏は毛利氏に属したために1580年（天正8年）に羽柴秀吉によって篠ノ丸城と長水山城を攻め落とされて滅亡した。
筑前国（福岡県）黒田家伝来の『黒田家譜』に見える、黒田孝高が宇野氏滅亡直後の1580年（天正8年）に入城した「幡州宍栗郡山崎の城」とは、最上山南東山麓に所在する現在の山崎城（鹿沢城）ではなく、篠ノ丸城のことではないかと考えられている。

## 城跡
NHK大河ドラマ『軍師官兵衛』放送時期の前後、宍粟郡の城郭に対する世の関心が高まった事を契機に、宍粟市教育委員会は、黒田孝高の「幡州宍栗郡山崎の城」である可能性が考えられる篠ノ丸城跡について2013年（平成25年）度に発掘調査を実施し、また航空レーザー測量による赤色立体地図を作成した。
発掘調査の結果、掘立柱建物跡など建築遺構は検出されなかったが、土塁や空堀の構造が判明し、16世紀代のかわらけが出土し、遺構の年代特定に繋がる遺物が得られた。
また航空レーザー測量の結果、山頂の本曲輪は播磨北西部最大級となる南北50メートル×東西40メートルの規模をもち、周囲の曲輪群を含めた城域は南北250メートル×東西200メートルに及び、主要な曲輪の回りに通路状の帯曲輪や空堀が巡ることや、城域北西側の尾根斜面に畝状竪堀群が無数に構築されている（赤色立体地図でも明瞭に捉えられている）ことなど、多くの知見が得られた。
しかし、これらの遺構検出状況は、宇野氏滅亡直後の状態を示すと考えられたものの、黒田孝高の入った「山崎の城」であるかを断定する成果には至っていない。